# 이매 (신라)
이매(伊買, ?~?)은 신라의 왕족이며 벌휴 이사금의 차남이자 구도 갈문왕의 장인이었다.

## 생애
그의 생전 행적은 알려져 있지 않으며, 삼국사기나 삼국유사에는 내해 이사금 아버지로만 기록되어 있다.

## 가계
- 아버지 : 벌휴 이사금
- 아내 : 내례부인 박씨
  - 아들 : 내해 이사금

## 같이 보기
- 지마 이사금
- 아달라 이사금
- 박제상